# نادي تاموورث
نادي تاموورث هو نادي كرة قدم بريطاني أٌسس عام 1933. يلعب النادي في دوري الشمال الوطني.